# 人类基因组编写计划
人类基因组编写计划(HGP-write)是2016年由一百多名科学家、律师和企业家在哈佛医学院建立的人类基因组的扩展项目。用于改进合成DNA长链的能力。